# Taranis laevisculpta
Taranis laevisculpta é uma espécie de gastrópode do gênero Taranis, pertencente a família Raphitomidae.